# كأس إسكتلندا 1894–95
كأس اسكتلندا 1894–95 (بالإنجليزية: 1894–95 Scottish Cup)‏ هو موسم من كأس اسكتلندا. فاز فيه St Bernard's F.C. ‏.